# Portada/efemèride octubre 12
Antoni Muñoz i Degrain retratat per Joaquim Sorolla.
« 11 d'octubre · 12 d'octubre · 13 d'octubre »